# 샬레인 해리스
샬레인 해리스(Charlaine Harris, 1951년 11월 25일 ~ )는 미국의 소설가이다.
1951년 11월 25일 미시시피 튜니카에서 태어난 샬레인 해리스는 20년 넘게 코지 미스터리를 써온 미스터리 전문 작가이다. 일찍부터 글쓰기를 해왔던 해리스는 어렸을 때는 시를, 멤피스에 있는 로즈 칼리지에 들어가서는 주로 희곡을 쓰다가 점차 소설 쪽으로 진로를 바꾸었다. 처음에 쓴 단권짜리 미스터리는 독자들로부터 별다른 호응을 얻지 못했지만, 몇 년 뒤 시리즈물로 선회하면서 인기를 끌기 시작했다. 〈오로라 티가든 시리즈〉를 시작으로 해마다 한 권 또는 두 권씩 책을 내고 있다. 해리스는 2001년부터 <수키 스택하우스 시리즈> 라는 완전히 새로운 시리즈를 시작한다. 이 시리즈는 미국 HBO 방송사에서 트루 블러드라는 텔레비전 시리즈로 만들어진 이래 모두 뉴욕 타임스 베스트셀러 20위 이내에 랭크되는 등 드라마와 함께 폭발적인 인기를 누리고 있다.

## 작품 목록
- 『어두워지면 일어나라 Dead Until Dark』(2001; 최용준 옮김, 2006, ISBN 978-89-329-0693-5)
- 『댈러스의 살아 있는 시체들 Living Dead in Dallas』(2002; 최용준 옮김, 2009, ISBN 978-89-329-0872-4)
- 『죽은 자 클럽 Club Dead』(2003; 송경아 옮김, 2009, ISBN 978-89-329-0950-9)
- 『죽어 버린 기억 Dead to the World』(2004; 송경아 옮김, 2010, ISBN 978-89-329-1037-6)
- 『완전히 죽다 Dead as a Doornail』(2005; 송경아 옮김, 2010, ISBN 978-89-329-1053-6)
- 『돌아올 수 없는 죽음 Definitely Dead』(2006; 송경아 옮김, 2010, ISBN 978-89-329-1070-3)
- 『우리는 시체들 All Together Dead』(2007; 송경아 옮김, 2011, ISBN 978-89-329-1093-2)
- 『죽는 게 나아From Dead to Worse』(2008; 송경아 옮김, 2011, ISBN 978-89-329-1098-7)
- 『죽고 사라지다 Dead and Gone』(2009; 송경아 옮김, 2011, ISBN 978-89-329-1530-2)
- 『죽여도 가족 Dead in the Family』(2010; 송경아 옮김 2011, ISBN 978-89-329-1541-8)
- 『죽음의 계산 Dead Reckoning 』(2011; 송경아 옮김 2012, ISBN 978-89-329-1592-0)
- 『Deadlocked』(2012)
- 『Dead Ever After』(2013)

- 『죽음의 손길 A Touch of Dead』(2009; 단편집; 송경아 옮김 2012, ISBN 978-89-329-1549-4)

## 같이 보기
- 연애 소설